# Deinosuchus
Deinosuchus (gr. "cocodrilo terrible") es un género extinto de saurópsidos (reptiles) diápsidos del orden Crocodilia y pertenecientes a la superfamilia Alligatoroidea. Se encuentra entre los mayores crocodilianos de todos los tiempos; las estimaciones sobre su longitud varían de 8 a 15 metros y un peso máximo estimado de 9 toneladas.
Vivió en Norteamérica, lo que actualmente es Estados Unidos, y en lo que es el norte de México, hace aproximadamente entre 80 a 75 millones de años, durante el Campaniense, en el Período Cretácico de la Era Mesozoica. Fue contemporáneo de los dinosaurios y posiblemente se alimentaba de algunas especies de ellos.

## Historia

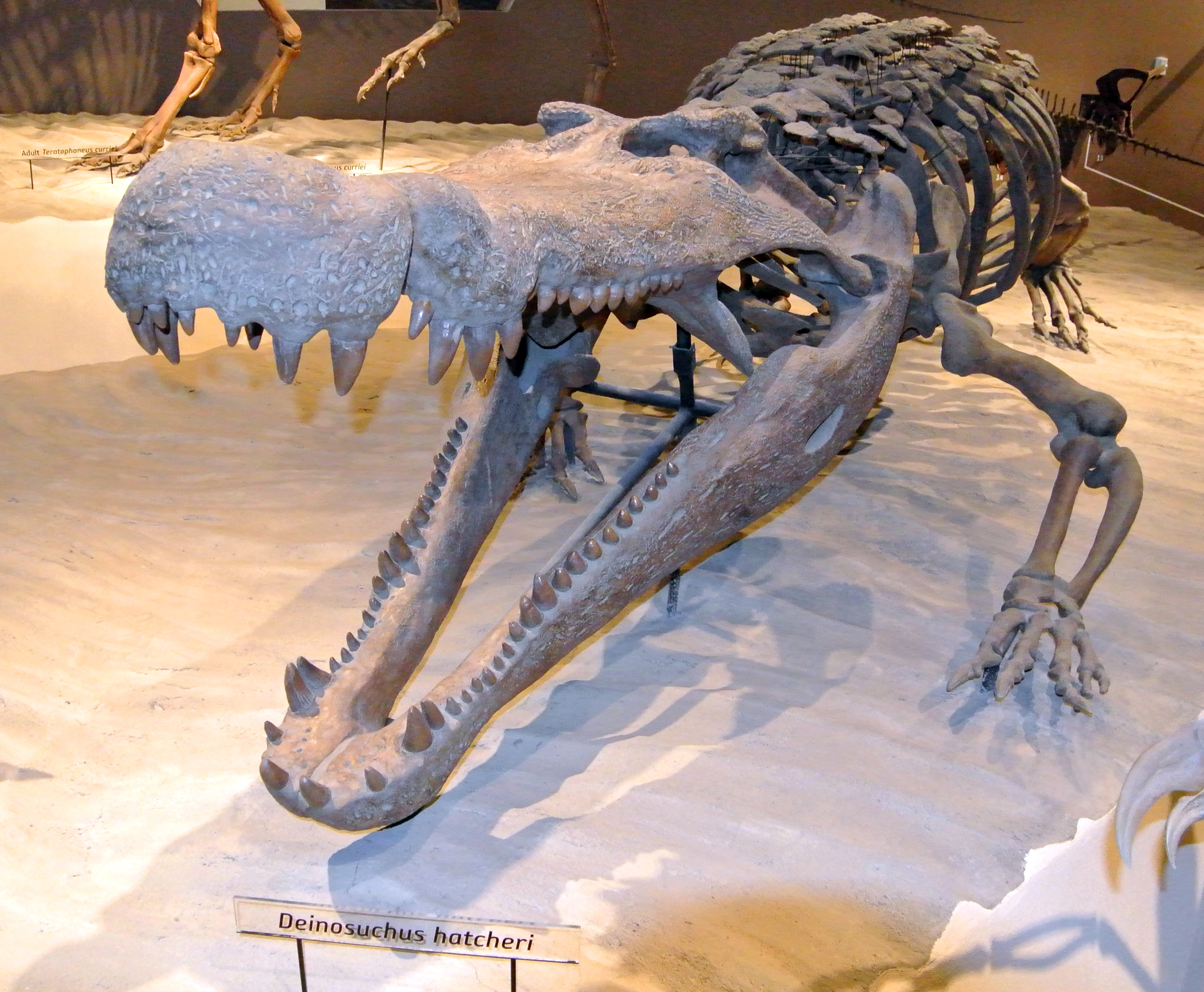
Esqueleto de un Deinosuchus hatcheri.

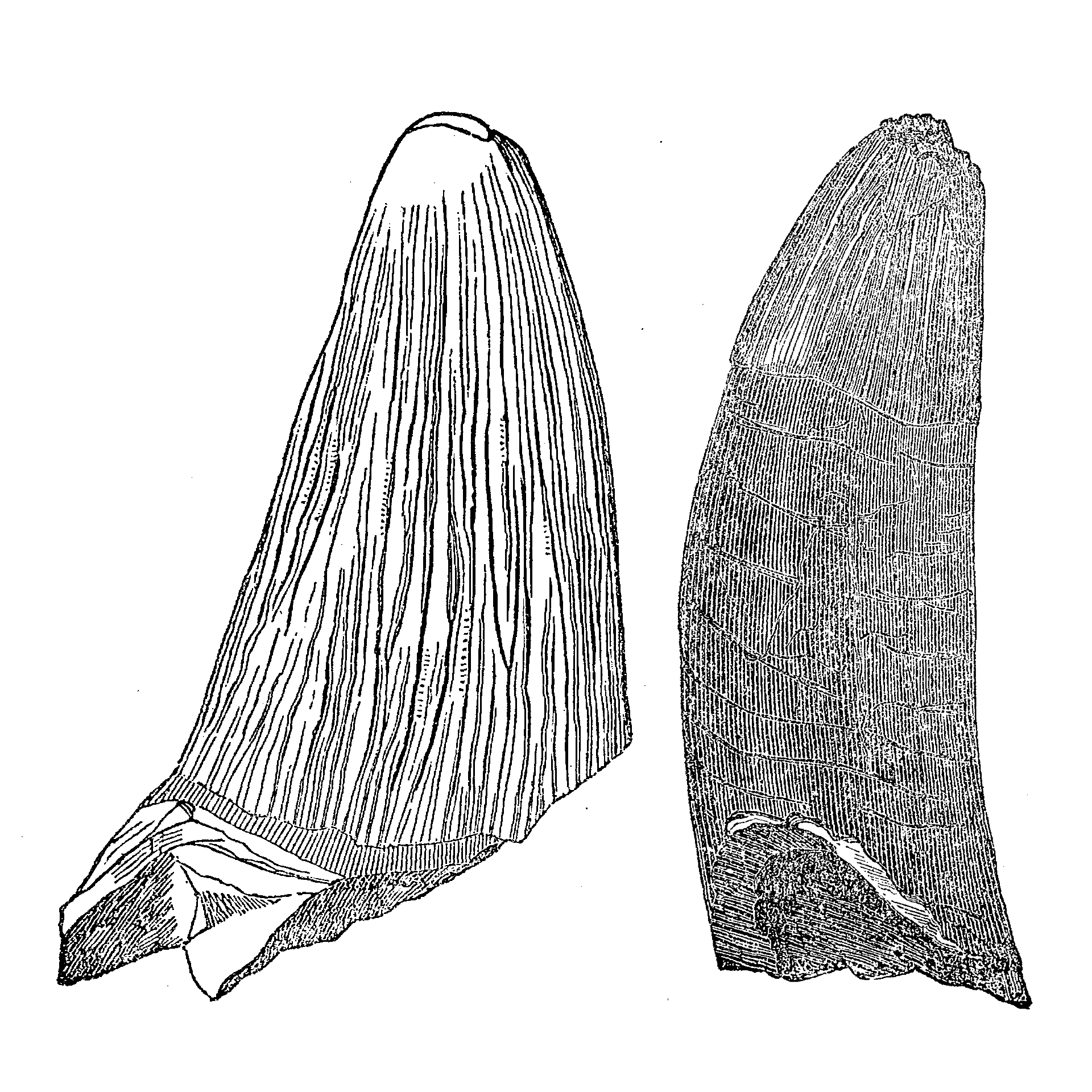
Ebenezer Emmons ilustró dos dientes fósiles en 1858. Es probable que pertenecieran al crocodiliano que más tarde sería denominado Deinosuchus.

En 1858, el geólogo Ebenezer Emmons describió dos grandes dientes fósiles hallados en el Condado de Bladen, en Carolina del Norte. Emmons asignó estos dientes a Polyptychodon, el cual por entonces era considerado como "un género de reptiles crocodilianos". Descubrimientos posteriores mostraron que Polyptychodon era en realidad un pliosáurido, un tipo de reptil marino. Los dientes descritos por Emmons era gruesos, levemente curvados y cubiertos con esmalte de surcos verticales; él los asignó a un nuevo nombre de especie, P. rugosus. Aunque no fueron inicialmente reconocidos como tales, estos dientes fueron probablemente los primeros restos descritos científicamente de Deinosuchus. Otro gran diente que probablemente provenía de un Deinosuchus fue descubierto en el cercano Condado de Sampson, siendo denominado Polydectes biturgidus por Edward Drinker Cope en 1869.
En 1903, en Willow Creek, Montana, se descubrieron varios osteodermos fósiles "yaciendo sobre la superficie del suelo" por John Bell Hatcher y T.W. Stanton. Estos osteodermos fueron inicialmente atribuidos al dinosaurio anquilosáurido Euoplocephalus. La excavación en el sitio, realizada por W.H. Utterback, desenterró fósiles adicionales, incluyendo osteodermos adicionales así como vértebras, costillas y un pubis. Cuando estos especímenes fueron examinados, se hizo evidente que pertenecía a un gran crocodiliano en vez de a un dinosaurio; tras determinar esto, Hatcher "perdió inmediatamente el interés" en el material. Después de la muerte de Hatcher en 1904, su colega W.J. Holland estudió y describió los fósiles. Holland asignó los especímenes a un nuevo género y especie, Deinosuchus hatcheri, en 1909. Deinosuchus deriva del griego δεινός/deinos, que significa "terrible", y σοῦχος/suchos, que significa "cocodrilo".

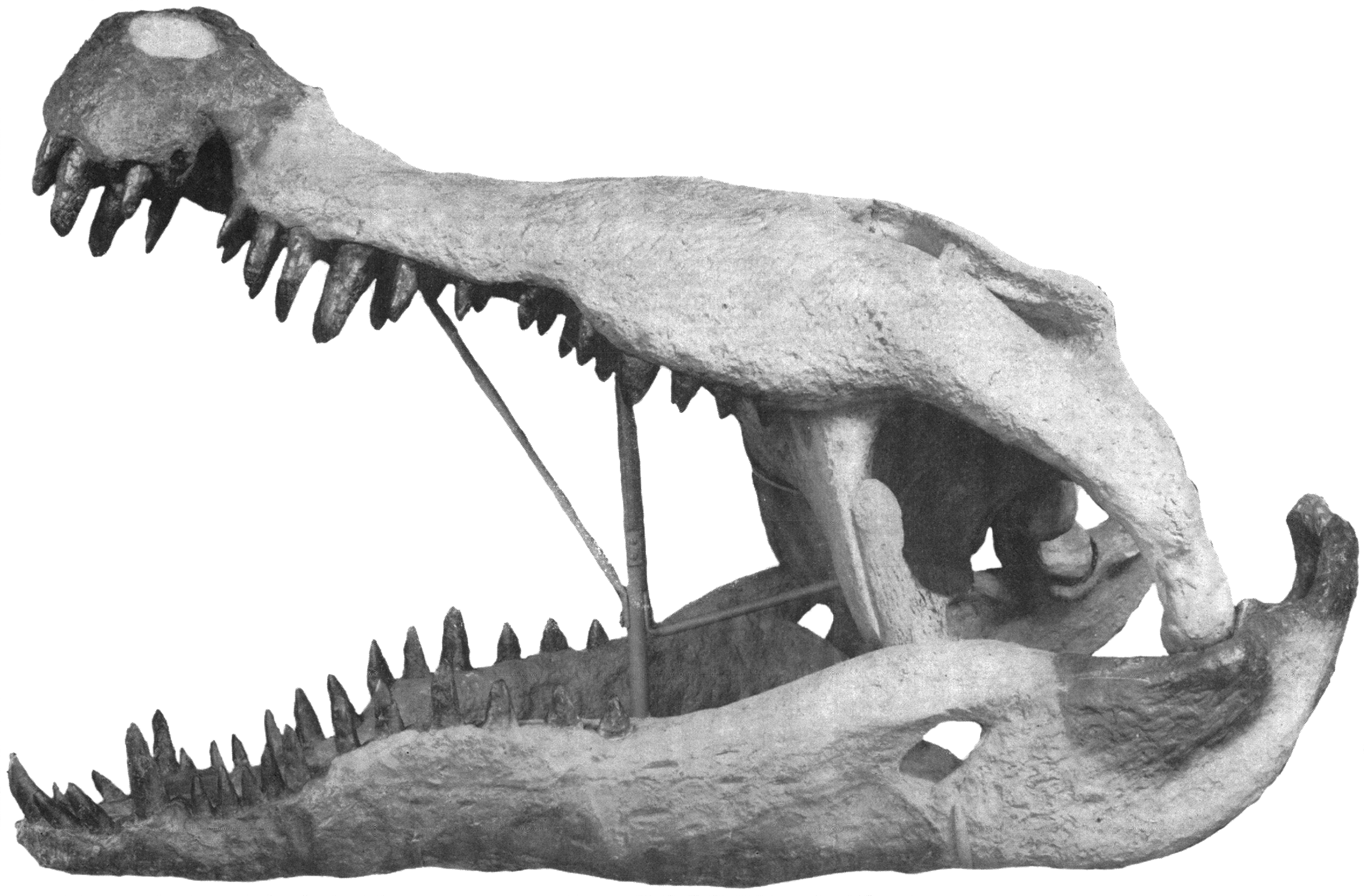
Esta reconstrucción del cráneo, exhibida en el Museo Americano de Historia Natural por casi medio siglo, es probablemente el mejor conocido de todos los fósiles de Deinosuchus. Las partes oscuras son el material fósil real, mientras que las partes claras son yeso.

Una expedición de 1940 del Museo Americano de Historia Natural halló más fósiles de crocodilianos gigantes, esta vez del Parque nacional Big Bend en Texas. Estos especímenes fueron descritos por Edwin H. Colbert y Roland T. Bird en 1954, bajo el nombre de Phobosuchus riograndensis. Donald Baird y Jack Horner más tarde asignaron los restos de Big Bend a Deinosuchus, lo cual ha sido aceptado por los investigadores actuales. El nombre de género Phobosuchus fue creado inicialmente por el Barón Franz Nopcsa en 1924, y ha sido descartado desde entonces dado que contiene una variedad de especies distintas de crocodilianos que no parecen haber estado cercanamente relacionadas entre sí.
El Museo Americano de Historia Natural incorporó los fragmentos del cráneo y las mandíbulas en una restauración con yeso, modelada usando al cocodrilo cubano como guía. Colbert y Bird establecieron que esta era una reconstrucción "conservadora", dado que se pudo haber obtenido una longitud incluso mayor si se hubiera usado una especie moderna con hocico más largo como el cocodrilo de agua salada. Dado que por entonces no se sabía que Deinosuchus tenía un hocico ancho, Colbert y Bird calcularon mal las proporciones del cráneo, y por tanto la reconstrucción exagera en gran medida tanto su longitud como su ancho. A pesar de sus inexactitudes, el cráneo reconstruido se ha vuelto el espécimen mejor conocido de Deinosuchus, y atrajo la atención del público sobre este crocodiliano gigante por primera vez.
Se han hallado numerosos especímenes adicionales de Deinosuchus en el curso de las décadas siguientes. La mayor parte son muy fragmentarios, pero estos han expandido el rango geográfico conocido de este depredador gigante. Como señaló Christopher A. Brochu, los osteodermos son lo suficientemente distintivos como para que incluso la "granola ósea" pueda confirmar adecuadamente la presencia de Deinosuchus. También se ha hallado mejor material craneal; en 2002, David R. Schwimmer fue capaz de crear una reconstrucción computacional del 90% del cráneo.

## Descripción

### Morfología
A pesar de su gran tamaño, la apariencia general de Deinosuchus no era muy distinta de la de los crocodilianos modernos. Deinosuchus tenía un hocico ancho como el de un aligátor, con una punta levemente bulbosa. Cada premaxilar contenía cuatro dientes, siendo el par más cercano a la punta del hocico significativamente menor que los otros dos. El maxilar (el hueso que abarca la mayoría de los dientes en la mandíbula superior) contenía 21 o 22 dientes. El número de dientes para cada dentario (el hueso en que se insertan los dientes en la mandíbula inferior) era de al menos 22. Todos los dientes eran muy gruesos y robustos; los cercanos a la parte posterior de las mandíbulas eran cortos, redondeados y romos. Estos parecen haber estado adaptados para aplastar, en vez de cortar. Cuando la mandíbula se cerraba, solo el cuarto diente de la mandíbula inferior habría sido visible.

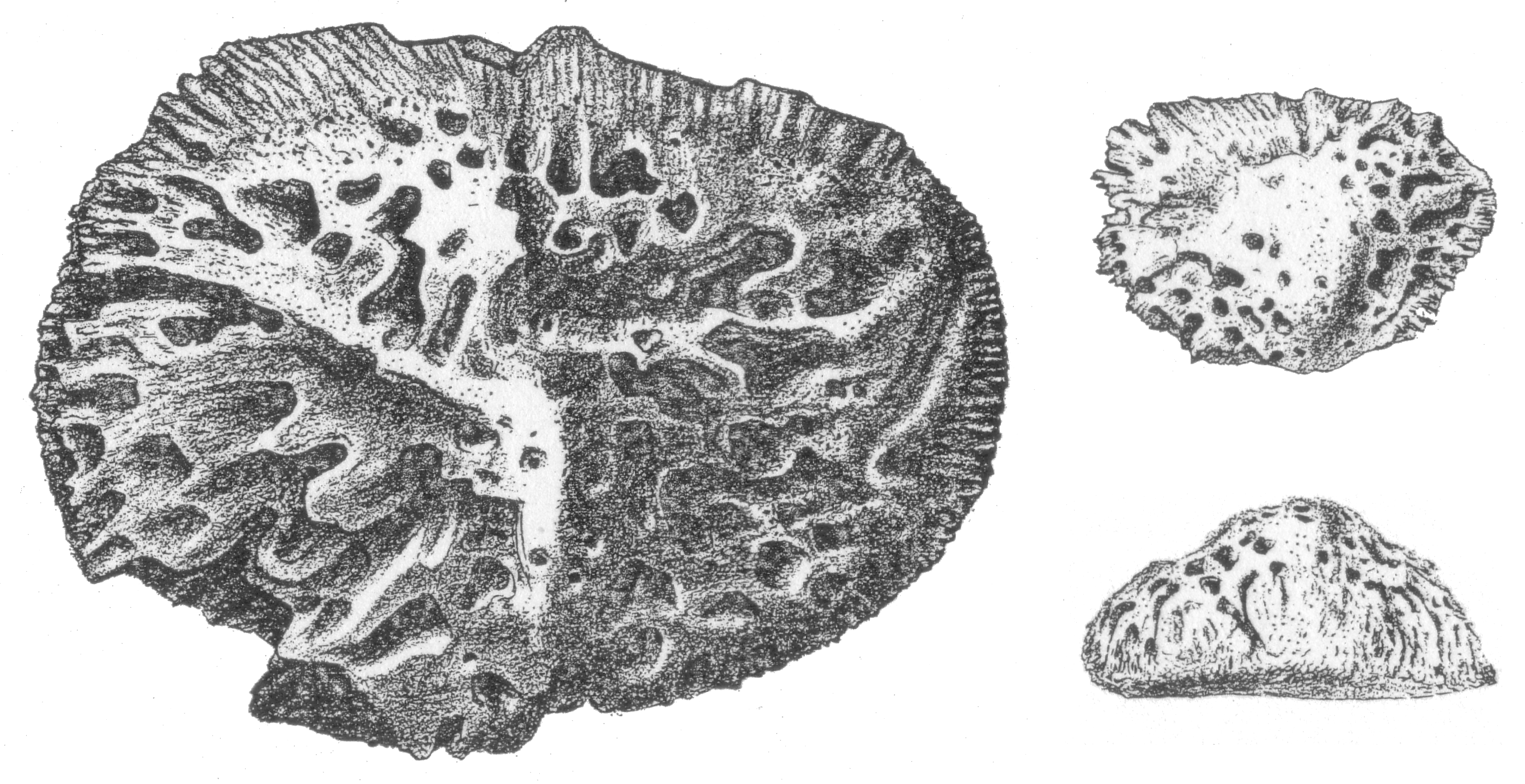
Los osteodermos de Deinosuchus, ilustrados por W.J. Holland. Estos son proporcionalmente mucho más gruesos que los de los crocodilianos modernos.

Los actuales aligatores americanos, que tienen una de las más fuertes mordidas entre los animales actuales, tienen una fuerza máxima de 9452 newtons. La fuerza de mordida de Deinosuchus se ha estimado en más de 18000 newtons. Incluso los mayores y más poderosos dinosaurios terópodos, como Tyrannosaurus, probablemente tenían una fuerza de mordida inferior a la de Deinosuchus. Análisis realizados con modelos biomecánicos de los cráneos de Sarcosuchus, Deinosuchus y Purussaurus han indicado que estos dos últimos pudieron haber sido capaces de realizar la maniobra conocida como "giro de la muerte", que es usada por los crocodilianos actuales para subyugar y desmembrar a sus presas.
Deinosuchus tenían un paladar secundario óseo, el cual le habría permitido respirar a través de sus fosas nasales mientras el resto de la cabeza permanecía sumergida bajo el agua. Las vértebras estaban articuladas de manera procelosa, es decir que estas poseen un agujero cóncavo en el frente y una prominencia cóncava en la parte posterior; estas encajaban juntas para producir una articulación de rótula. El paladar secundario y las vértebras procelosas son rasgos avanzados que son también hallados en los actuales crocodilianos eusuquios.
Los osteodermos (escudos óseos) que cubrían la espalda de Deinosuchus eran inusualmente grandes, pesados y con profundas fosas; algunos eran de una forma vagamente semiesférica. Las profundas fosas y surcos en estos osteodermos servían como puntos de anclaje para tejidos conectivos. Juntos, los osteodermos y tejidos conectivos pudieron haber servido como un refuerzo de soporte de carga para soportar el enorme cuerpo de Deinosuchus fuera del agua. Por lo tanto, a pesar de su mole, Deinosuchus era probablemente casi tan ágil sobre tierra como sus parientes cercanos.

### Tamaño

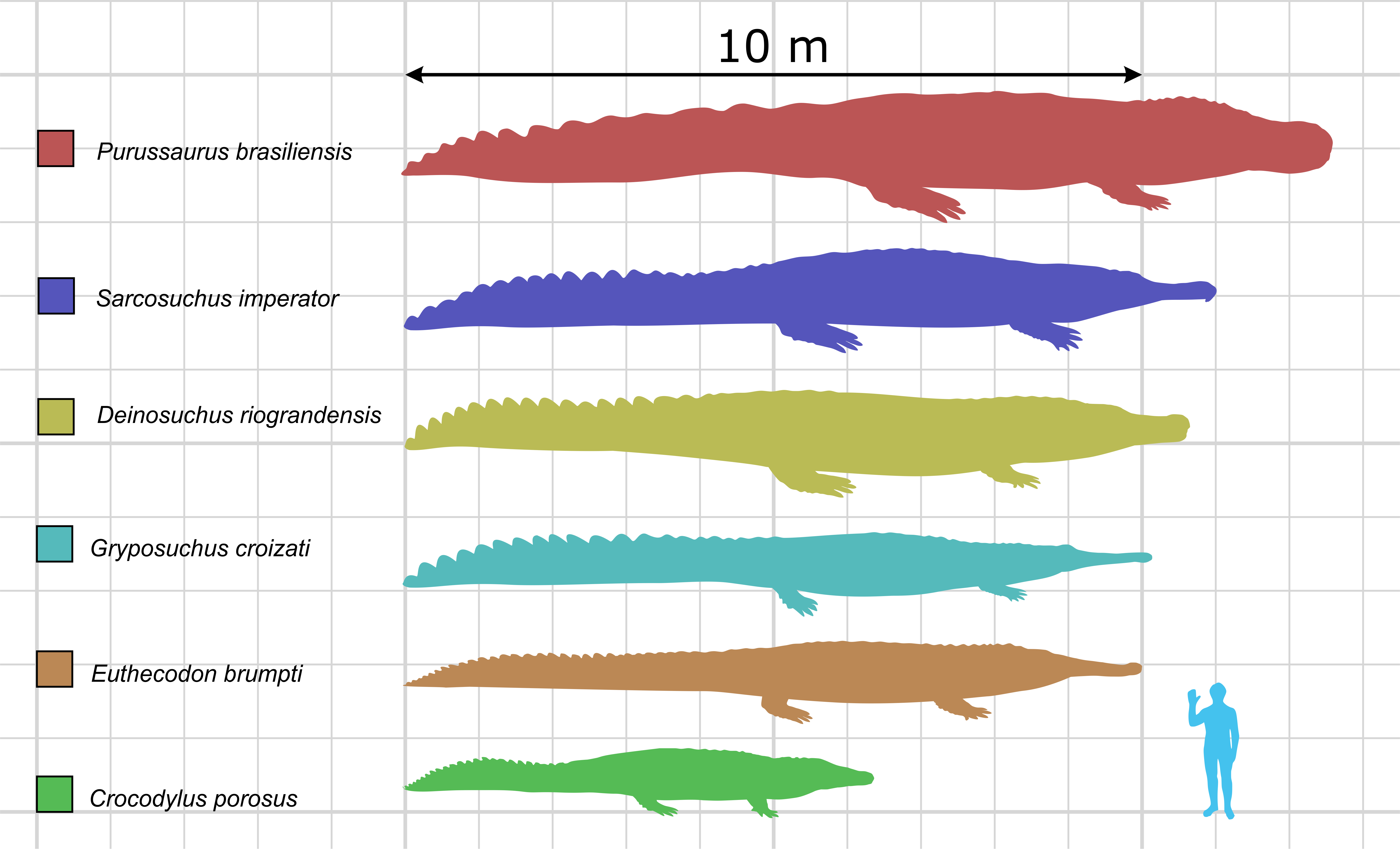
El tamaño máximo alcanzado por Deinosuchus ha sido estimado entre 9 e 10 metros. Por contraste, los mayores cocodrilos de agua salada actuales no sobrepasan los 7 metros de longitud.

Debido a que los restos de Deinosuchus son tan fragmentarios, las estimaciones de su tamaño han variado significativamente. En 1954, Edwin H. Colbert y Roland T. Bird reconstruyeron la mandíbula inferior de Deinosuchus con una longitud de 2 metros}, y calcularon "sobre la base de medidas comparativas" que la longitud total corporal debió de haber sido más de 15 metros. Una estimación mucho más baja - de 8 a 10 metros — fue dada por Gregory M. Erickson y Christopher A. Brochu en 1999. David R. Schwimmer notó en 2002 que la forma más pequeña y difundida de Deinosuchus hallada en el este de Norteamérica usualmente tenía cráneos de cerca de 1 metros de largo. Usando una ecuación basada en el tamaño del cráneo, Schwimmer estimó que estos probablemente tenían una longitud corporal total de cerca de 8 metros, y pesaban cerca de 2.3 toneladas. De acuerdo con la investigación de Schwimmer, Deinosuchus alcanzaba mayores tamaños en la parte occidental del continente. Un cráneo razonablemente bien preservado descubierto en Texas indica que la cabeza del animal medía cerca de 1.31 metros, y a partir de este Schwimmer calculó una longitud corporal de 9.8 metros. Aunque los mayores restos de Deinosuchus tienen cráneos demasiado mal preservados como para usar este método de medición, las extrapolaciones basadas en vértebras indican que algunos de estos crecían a tamaños incluso mayores. Schwimmer estima que los mayores especímenes tenían una longitud corporal total de más de 12 metros, y quizás pesaban unas 8.5 toneladas o más.

Tamaños máximos estimados de Deinosuchus y tamaño máximo verificado de un cocodrilo actual (verde).

Aunque existe cierto disentimiento sobre su tamaño exacto, los restos fósiles son aun así suficientes para indicar que Deinosuchus era sustancialmente mayor que cualquier crocodiliano moderno. Incluso las estimaciones más bajas provistas por Erickson y Brochu sugieren que el peso máximo alcanzado por Deinosuchus excedía el de las especies actuales por un factor de tres a cinco. Deinosuchus ha sido frecuentemente descrito como el mayor crocodiliano de todos los tiempos, pero algunos otros crocodiliformes - incluyendo a Purussaurus, Rhamphosuchus y Sarcosuchus — pueden haberlo igualado o excedido en tamaño.

## Paleobiología

### Hábitat

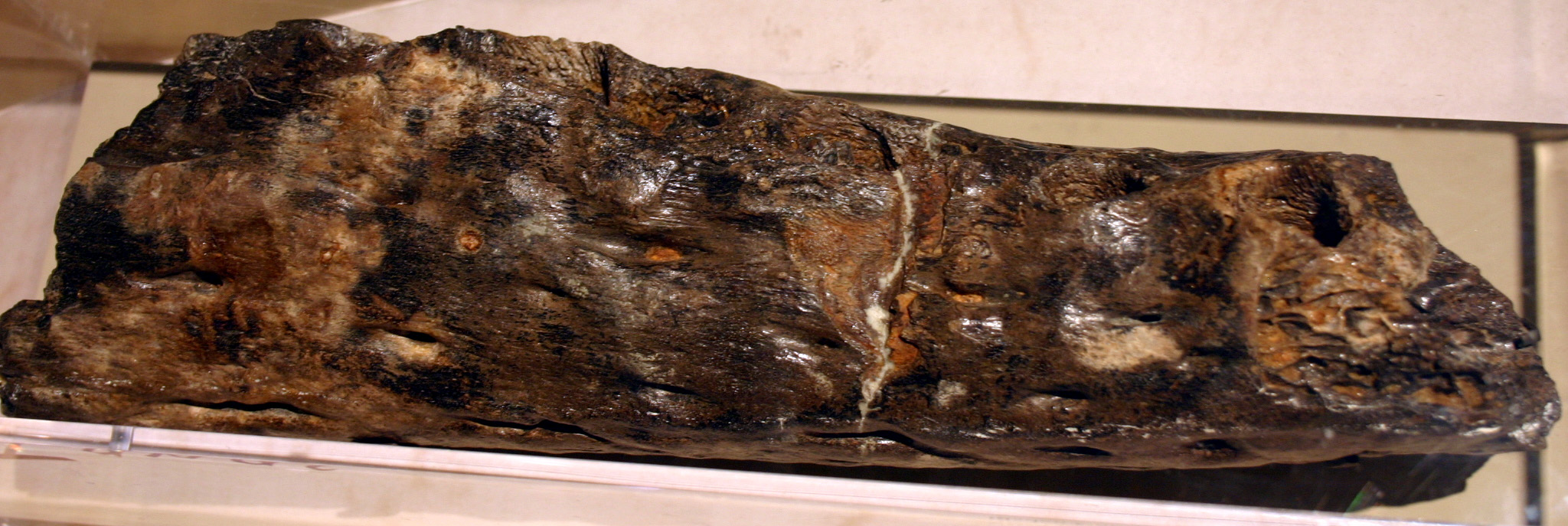
Fragmento de la mandíbula de Deinosuchus, exhibido en el Museo de Ciencias Naturales de Carolina del Norte. Fósiles de este gran aligatoroide se han descubierto en diez estados de EE. UU., además del norte de México.

Deinosuchus estaba presente a ambos lados del Mar de Niobrara. Se han hallado especímenes en diez de estados de los actuales Estados Unidos. Un osteodermo de Deinosuchus de la Formación San Carlos fue reportado también en 2006, por lo tanto el rango de este crocodiliano puede haber incluido partes del norte de México. Los fósiles de Deinosuchus son más abundantes en la región de Planicie Costera del Golfo de Georgia, cerca del límite con Alabama. Todos los especímenes conocidos de Deinosuchus fueron hallados en rocas que datan de la época del Campaniense del período Cretácico Superior. Los más antiguos ejemplares del género vivieron hace aproximadamente 80 millones de años, y los más recientes hace unos 73 millones de años.
La distribución de los especímenes de Deinosuchus indica que estos crocodilianos gigantescos pueden haber preferido ambientes de estuarios. En la Formación Aguja de Texas, donde se han hallado algunos de los mayores ejemplares conocidos de Deinosuchus, probablemente habitaban bahías de agua salobre. Aunque algunos especímenes han sido hallados también en depósitos marinos, no es claro si Deinosuchus se aventuraba en el océano (como los actuales cocodrilos de agua salada); estos restos pudieron haber sido desplazados después de la muerte del animal. Deinosuchus ha sido descrito como un componente "conspicuo" de un bioma supuestamente distinto que ocupaba la mitad sur de la América del Norte del Cretácico Superior.

### Dieta

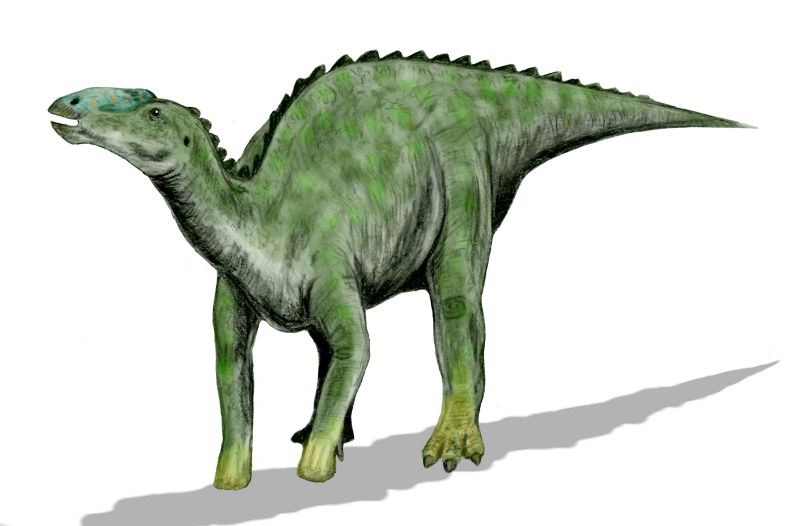
Deinosuchus puede haber depredado a grandes dinosaurios ornitópodos. Kritosaurus, mostrado aquí, vivió junto a este crocodiliano en el ecosistema de la Formación Aguja.

En 1954, Edwin H. Colbert y Roland T. Bird especularon que Deinosuchus "bien pudo haber cazado y devorado a algunos de los dinosaurios de los que era contemporáneo". Colbert reafirmó esta hipótesis con más seguridad en 1961: "Ciertamente este cocodrilo debe haber sido un depredador de dinosaurios; ¿de qué otra manera pudo haber sido tan gigantesco? Cazaba en el agua donde los terópodos gigantes no podían ir." David R. Schwimmer propuso en 2002 que varias vértebras de la cola de hadrosáuridos halladas cerca del Parque nacional Big Bend muestran evidencia de marcas de dientes de Deinosuchus, fortaleciendo la hipótesis de que Deinosuchus se alimentaba de dinosaurios al menos en algunas ocasiones. En México sus restos fueron encontrados junto con varios individuos de hadrosaurios crestados, también conocidos como “dinosaurios pico de pato”. Los fósiles de los hadrosaurios indicaban que habitaban la región tanto juveniles de 2 metros de largo hasta adultos de 11 metros aproximadamente, los cuales se cree fueron una de sus presas favoritas. Por si fuera poco, se encontró una vértebra de la cola de uno de estos animales de aproximadamente 6 metros de largo, con marcas provocadas por los dientes del crocodiliano. En 2003, Christopher A. Brochu no halló que la evidencia de marcas de mordida fuera concluyente, pero aun así estuvo de acuerdo en que Deinosuchus "probablemente cenaba ornitópodos de cuando en cuando." Se considera generalmente que Deinosuchus empleaba tácticas de cacería similares a las de los crocodilianos modernos, emboscando dinosaurios y otros animales terrestres en el borde de los cuerpos de agua y luego sumergiéndolas hasta que se ahogaran.
Schwimmer y G. Dent Williams propusieron en 1996 que Deinosuchus puede haberse alimentado también de tortugas marinas. Deinosuchus pudo haber usado sus robustos dientes aplanados de la parte posterior de sus mandíbulas para romper los caparazones de tortugas. La tortuga marina pleurodira Bothremys era especialmente común en el hábitat oriental de Deinosuchus, y varios de sus caparazones han sido hallados con marcas de dientes que fueron muy probablemente infligidas por el crocodiliano gigante.
Schwimmer concluyó en 2002 que los patrones de alimentación de Deinosuchus posiblemente variaban con la geografía; los Deinosuchus pequeños de la zona este de Norteamérica pudieron haber sido oportunistas que tenían un nicho ecológico similar al del actual aligátor americano. Estos habrían consumido tortugas marinas, grandes peces y dinosaurios pequeños. Los enormes, pero menos comunes Deinosuchus que vivían en Texas y Montana pueden haber sido cazadores más especializados, capturando principalmente grandes dinosaurios. Schwimmer señaló que no se conocen dinosaurios terópodos en el rango oriental de Deinosuchus que se aproximen a su tamaño, indicando que el gran crocodiliano pudo haber sido el superdepredador de la región.

### Crecimiento
Un estudio de 1999 realizado por Gregory M. Erickson y Christopher A. Brochu sugirió que la tasa de crecimiento de Deinosuchus era comparable a la de los crocodilianos modernos, pero se mantenía a lo largo de un período más largo. Sus estimaciones, basadas en los anillos de crecimiento de los osteodermos dorsales de varios especímenes, indican que le pudo haber llevado a un Deinosuchus cerca de 35 años alcanzar su tamaño adulto completo, y que los individuos más viejos pueden haber vivido por más de 50 años. Esta era una estrategia de crecimiento completamente diferente de la de los grandes dinosaurios, los cuales alcanzaban su tamaño adulto más rápidamente y tenían vidas más cortas. De acuerdo con Erickson, un Deinosuchus completamente desarrollado "debe haber visto varias generaciones de dinosaurios llegar e irse".
Schwimmer señaló en 2002 que las suposiciones de Erickson y Brochu sobre el crecimiento solo son válidas si los anillos de los osteodermos reflejan períodos anuales, como lo son en los crocodilianos modernos. Según Schwimmer, los anillos de crecimiento de Deinosuchus pueden haber sido afectados por una variedad de factores, incluyendo "las migraciones de sus presas, las variaciones climáticas de estaciones húmedas y secas, o la circulación oceánica y los ciclos de nutrientes". Si el ciclo del anillo era bianual en vez de ser anual, esto podría indicar que Deinosuchus crecía más de prisa que los crocodilianos actuales, y tenía una esperanza de vida similar.

## Clasificación

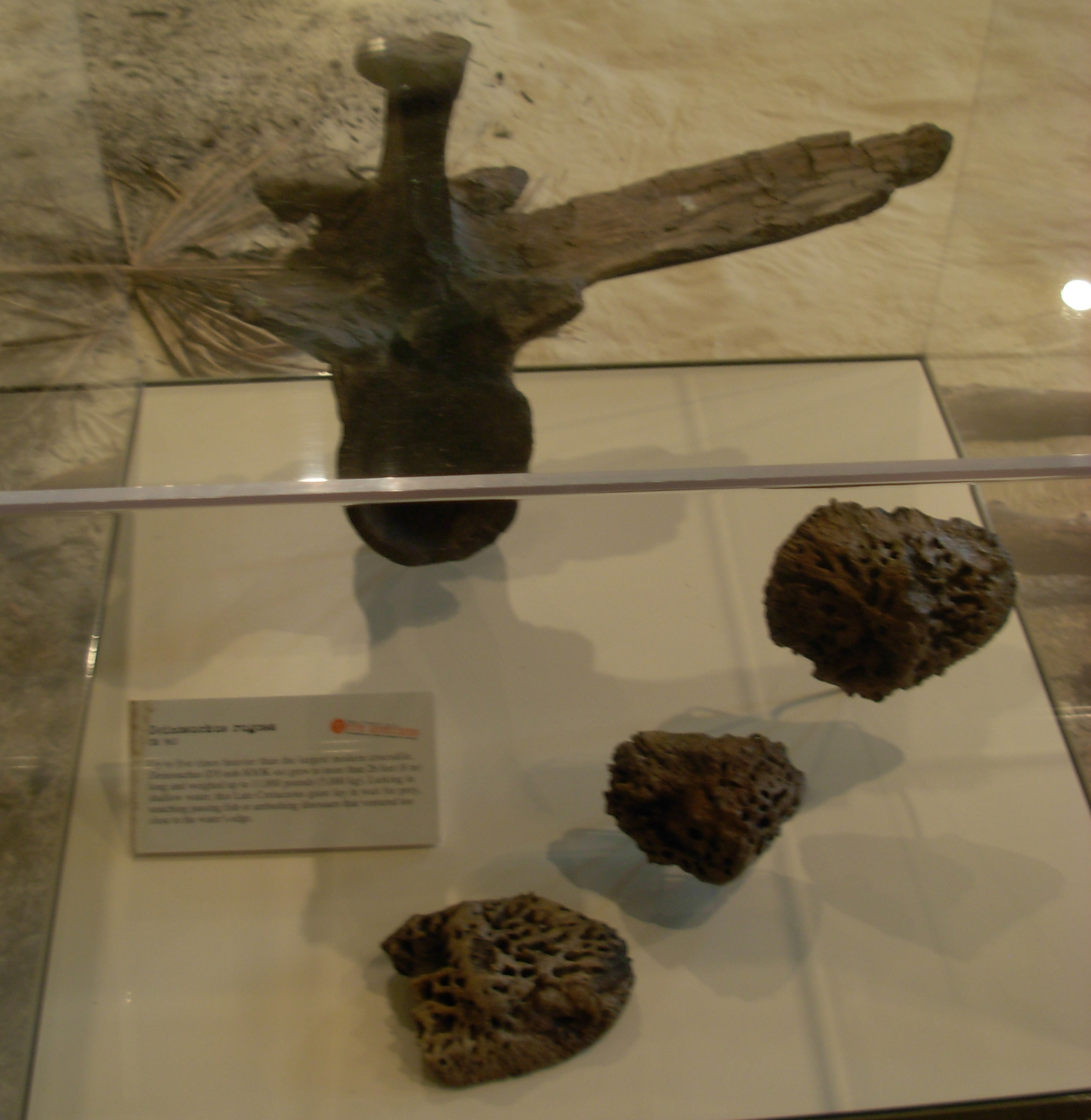
Vértebra y osteodermos de Deinosuchus, Museo Carnegie de Historia Natural

Deinosuchus fue clasificado en la familia Crocodylidae por Colbert y Bird, basándose principalmente en las características de sus dientes que se parecen a las de los cocodrilos modernos. Sin embargo, una revaluación filogenética realizada en 1999 por Brochu determinó que Deinosuchus era en realidad un miembro primitivo de Alligatoroidea. Por tanto, Deinosuchus "no es el mayor cocodrilo del mundo — es uno de los mayores caimanes." Esta clasificación fue confirmada en 2005 con el descubrimiento de un neurocráneo bien preservado de Deinosuchus de la Formación Blufftown de Alabama, el cual muestra algunas características que recuerdan a las del aligátor americano. Aunque era un miembro prehistóricos de ese clado, Deinosuchus no era un ancestro directo de los caimanes y aligatores. Sus parientes más cercanos pueden haber sido Leidyosuchus y Diplocynodon.
Schwimmer (2002) consideró que todos los especímenes de Deinosuchus pertenecen a una sola especie. Él notó que había más similitudes que diferencias entre las poblaciones orientales y occidentales, y que muchas de las diferencias se relacionaban solo con el mayor tamaño de los especímenes occidentales. Siguiendo las reglas de prioridad de la ICZN, esta especie debería ser nombrada D. rugosus. Lucas et al. (2006) también consideraron a Deinosuchus como un género monotípico. Sin embargo, Brochu (2003) cuestionó el análisis de Schwimmer, sugiriendo que el tamaño puede ser un rasgo diagnóstico significativo y que varias de las características usadas por Schwimmer para establecer la sinonimia entre las dos poblaciones son realmente rasgos primitivos compartidos con otros géneros. Schwimmer (2002) refirió las poblaciones occidentales de manera informal a D. riograndensis, y varios otros investigadores, incluyendo a Anglen y Lehman (2000) y Westgate et al. (2006) han también asignado recientemente los restos occidentales de Deinosuchus a esta especie.